# Володар Баллантре (роман)
Володар Баллантре (англ. The Master of Ballantrae. A Winter's Tale) — пригодницький роман письменника Роберта Луїса Стівенсона. Вперше опублікований у журналі Scribner's Magazine у 1888—1889 роках. Окремим виданням надрукований у 1889 році.

## Сюжет
Події, викладені в романі, починаються в Шотландії у 1745 році. Розповідь ведеться від імені Ефраїма Маккеллара, керуючого маєтком Деррісдір.
Під час повстання якобитів лорд Деррісдір, задля збереження статусу родини, вирішує, що один з його синів підтримає повстання, другий — залишиться в маєтку лояльним до влади. Джеймс, старший син, який мав успадкувати титул володаря Баллантре, приєднується до повстанців, молодший, Генрі, залишається з лордом та близькою родичкою Елісон Грем, нареченою Джеймса, у маєтку.
Повстання зазнає невдачі та до Деррісдіра доходять чутки про загибель Джеймса. Генрі стає спадкоємцем і в інтересах родини одружується з нареченою Джеймса.
Проте у 1749 році з повідомлення полковника Берка, товариша Джеймса, стає відомо, що він живий та перебуває у Франції. Також відомо, що після поразки повстання Джеймс перебував в Америці, де до кращих часів залишив належний йому скарб. Але це не заважає йому вимагати в Генрі гроші, які він і отримує протягом певного часу.
Через низку обставин Джеймс повертається у родовий маєток, де поводить себе зухвало по відношенні до брата, постійно провокує його та врешті-решт сходиться з ним на дуелі та отримує важке поранення. Врятуватися йому вдається тільки завдяки попередній домовленості із контрабандистами, які забирають непритомного Джеймса з місця дуелі.
Згодом він вирушає до Ост-Індії і знов повертається до Деррісдіра через декілька років. Не бажаючи перебувати поруч із ним та намагаючись уникнути нових конфліктів, Генрі, на той час лорд Деррісдір, залишає оселю під наглядом Маккеллара, а сам із родиною від'їздить до Нью-Йорка, де у дружини є родовий маєток. Але Джеймс також вирушає до Америки, сподіваючись помститися братові та забрати раніше захований скарб.
Під час пошуків скарбу гинуть і Джеймс, і Генрі, а Маккеллар ховає їх під одним каменем.

## Сприйняття
За публікацією  «The Guardian», роман «Володар Балантре» «…мабуть, найкраща книга Стівенсона…поєднання історичної романтики, фантазії про подорожі та готичного кошмару робить його надзвичайно приємним».

## Екранізації
За мотивами роману були зняті однойменні фільми: 
- у 1953 році — режисером Вільямом Кейлі[3];
- у 1984 році — режисером Дугласом  Гікоксом[4].